# Ленський Олександр Павлович
Олександр Павлович Ле́нський (справжнє прізвище — Вервіціотті; нар. 13 жовтня 1847, Кишинів — пом. 26 жовтня 1908, Москва) — російський актор, режисер, педагог і теороетик театру італійського походження.

## Біографія
Народився 1 [13] жовтня 1847 року в місті Кишиневі Бессарабської губернії Російської імперії (нині Молдова). Був позашлюбним сином князя Павла Гагаріна та співачки Ольги Вервіціотті. Після смерті батьків з 1858 року жив у сім'ї актора Малого театру Корнелія Полтавцева, одруженого зі зведеною сестрою Ленського. Постійне відвідування Малого театру, участь у аматорських спектаклях сприяли розвиткуу Ленського інтересу до театрального мистецтва.
Дебютував у 1865 році у Владимирі в театрі під керівництвом Олександри Читау-Огарьової. До 1876 року грав у провінційних театрах у Нижньому Новгороді, Самарі, Казані, Новочеркаську, Тифлісі, Одесі та інших містах. У Москві вперше виступив у липні 1872 року, у Театрі на Політехнічній виставці. Влітку 1873 року гастролював у Загальнодоступному театрі, який очолював Петро Медведєв.

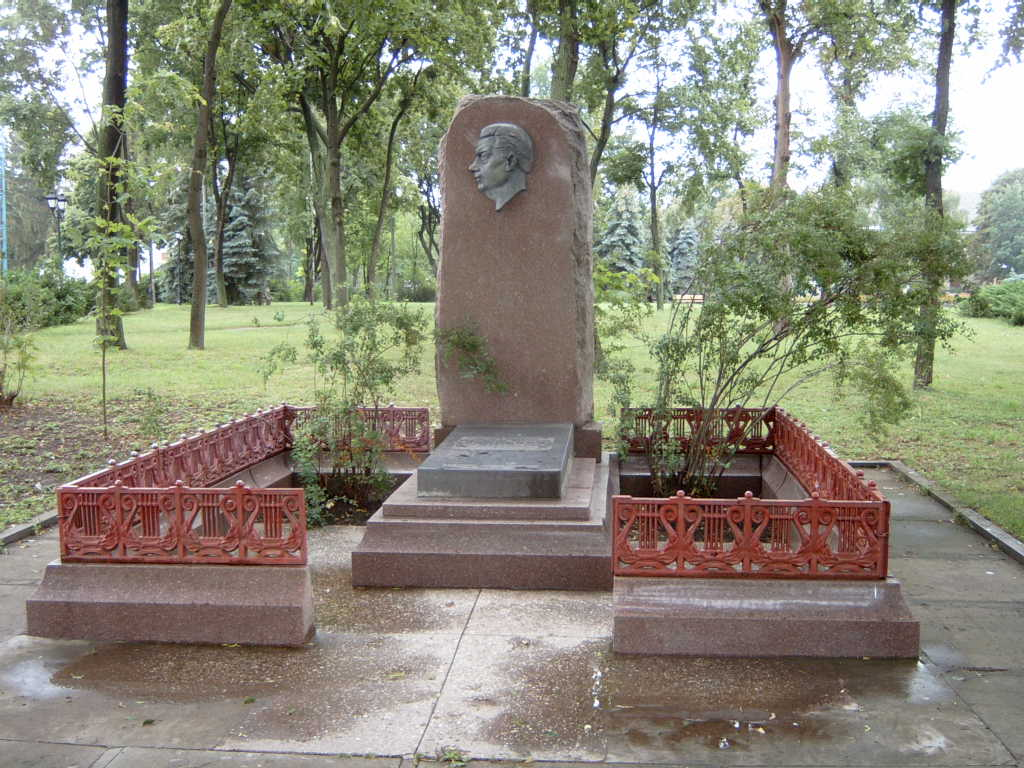
Могила у Каневі.

З 1876 року до кінця життя працював у московському Малому театрі (упродовж 1882—1884 років — в Олександринському театрі). У 1895–1907 роках був режисером, з 1907 року — головним режисером Малого театру. Одночасно з роботою у театрі з 1888 року викладав на драматичних курсах Московського театрального училища, ставив зі своїми вихованцями ранкові вистави на сцені Малого театру, особливу увагу приділяючи постановкам п'єс Олександра Островського. Був одним із фундаторів Нового театру у Москві, де протягом 1898–1903 років очолював драматичу трупу молодих акторів.
Гастролював в Україні, зокрема у Києві у 1877–1879 роках. 1879 року став співзасновником Київського російського драматичного товариства.
Помер у Москві 26 жовтня 1908 року. Похований у Каневі.

## Творчість
зіграв ролі
- Муромський («Справа» Олександра Сухово-Кобиліна);
- Глумов, Мамаєв, Дульчин, Паратов, Великатов, Линяєв, Дудукін («На всякого мудреця доволі простоти», «Остання жертва», «Безприданниця», «Таланти і шанувальники», «Вовки та вівці», «Без вини винні» Олександра Островського);
- Чацький, Фамусов («Лихо з розуму» Олександра Грибоєдова);
- Кругосвєтлов («Плоди просвіти» Льва Толстого);
- Демурін, Столбцов («Ціна життя», «Нова справа» Володимира Немировича-Данченка);
- Неклюжев («Наш друг Неклюжев» Олександра Пальма);
- Князь Дубецькой («Захід» Олександра Сумбатова-Южина);
- Гамлет, Отелло, Річард III, Бенедикт, Петруччо («Гамлет», «Отелло», «Річард III», «Багато галасу даремно», «Приборкання норовливої» Вільяма Шекспіра);
- Дон Жуан («Дон Жуан» Ж.-Б. Мольєра);
- Філіп II («Дон Карлос» Фрідріха Шіллера);
- Єпископ Ніколас («Боротьба за престол» Генріка Ібсена);
- Уріель Акоста («Уріель Акоста» Карла Гуцкова).

поставив вистави

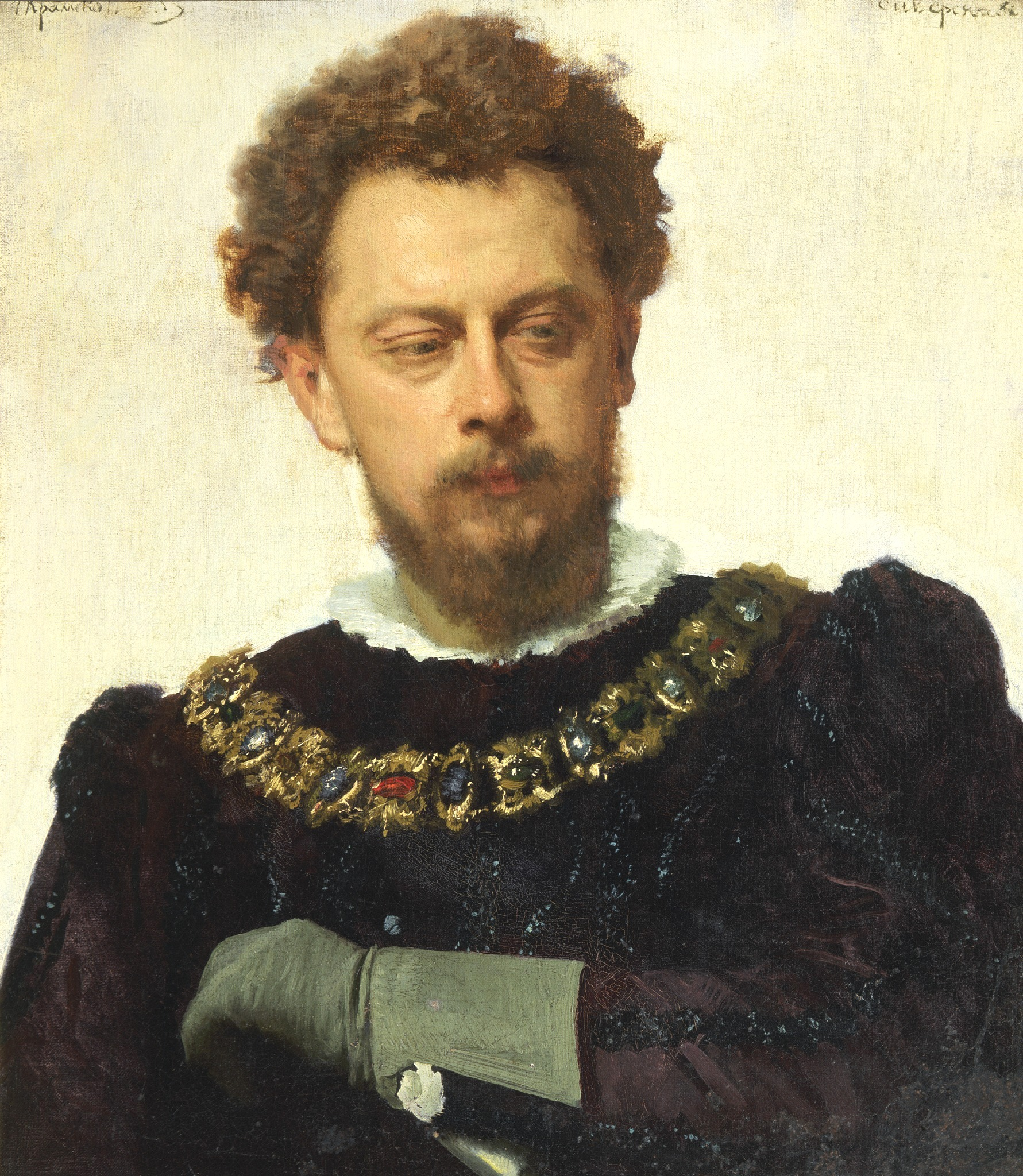
у ролі Петруччо у виставі «Приборкання норовливої» (художник Іван Крамськой).

- «Ревізор», «Одруження» (обидві — 1898), «Мертві душі» (1902) Миколи Гоголя;
- «Весілля Фіґаро» П'єра Бомарше (1899);
- «Козьма Захарич Мінін-Сухорук» (1899), «Снігуронька» (1900), «Без вини винні» (1908) Олександра Островського;
- «Ромео і Джульєтта» (1900), «Віндзорські насмішниці», «Коріолан» (обидві — 1902), «Буря» (1905) Вільяма Шекспіра.

Автор низки статей з питань акторської майстерності. 2002 року у Москві перевидано книгу «А. П. Ленский: Статьи. Письма. Записки».